# 1873 en santé et médecine
| Années de la santé et de la médecine : 1870 - 1871 - 1872 - 1873 - 1874 - 1875 - 1876    |
| Décennies de la santé et de la médecine : 1840 - 1850 - 1860 - 1870 - 1880 - 1890 - 1900 |

Cet article présente les faits marquants de l'année 1873 en santé et médecine.

## Événements
États-Unis
- 3 mars : le Congrès américain adopte le Comstock Act, loi fédérale qui porte « suppression du commerce et de la circulation de la littérature obscène et des articles à usage immoral », et où les notions d'« obscénité » et d'« immoralité », ne s'appliquent pas seulement au stupre ou à la pornographie, mais aussi, et explicitement, à la contraception et à l'avortement[1],[2].

France
- 2 et 6 janvier : l'empereur Napoléon III est opéré d'une lithiase urinaire par le chirurgien anglais Henry Thomson[3].

Italie
- Le médecin italien Camillo Golgi découvre une méthode pour étudier les fibres nerveuses : la « réaction noire » qui portera le nom de méthode de Golgi[4].

Norvège
- Le médecin norvégien Gerhard Hansen identifie Mycobacterium leprae, responsable de la lèpre[5].

## Naissances
- 13 mai : Henri Hérissey (mort en 1959), pharmacien et chimiste français.
- 21 mai : Hans Berger (mort en 1941), neurologue allemand, considéré comme le père de l'électroencéphalographie.
- 3 juin : 
  - Maurice Dide (mort en 1944 au camp de Buchenwald), médecin neurologue, aliéniste et résistant français.
  - Otto Loewi (mort en 1961), pharmacologue germano-américain, colauréat du prix Nobel de physiologie ou médecine avec Henry Hallett Dale en 1936.
- 7 juin : Franz Weidenreich (mort en 1948), médecin, anatomiste et paléoanthropologue allemand.
- 11 juin : Adolphe Javal (mort en 1944), médecin et écrivain français.
- 28 juin : Alexis Carrel (mort en 1944), chirurgien, biologiste et eugéniste français.
- 5 juillet : Sunao Tawara (mort en 1952), médecin japonais.
- 22 août : Alexandre Bogdanov (mort en 1928), médecin, économiste, écrivain et homme politique russe.
- 17 octobre : René Martial (mort en 1955), médecin français.
- 5 novembre : Marc Tiffeneau (mort en 1945), médecin, pharmacologue et chimiste français.

## Décès
- 8 mars : Jules Lemaire (né en 1814), médecin et pharmacien français.
- 30 mars : Bénédict Morel (né en 1809), psychiatre franco-autrichien[6].
- 10 mars : John Torrey (né en 1796), médecin, chimiste et botaniste américain.
- 11 novembre : Charles-Auguste Yvart (né en 1798), vétérinaire français.
- 14 décembre : Louis Agassiz (né en 1807), médecin, zoologiste et géologue américano-suisse.